# Chiesa di Santa Maria Regina Coeli

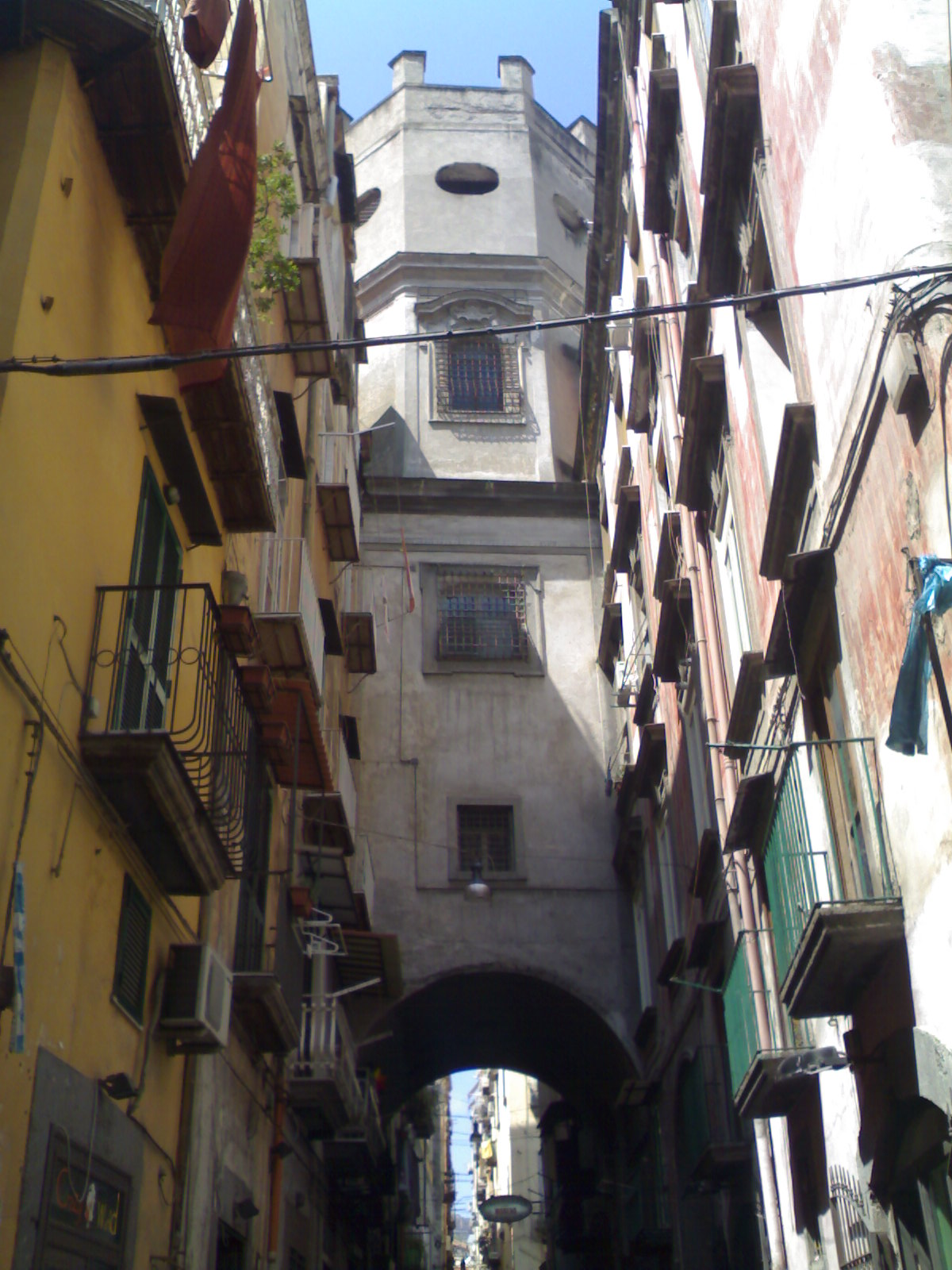
Il campanile su via Pisanelli

La chiesa di Santa Maria Regina Coeli è un antico luogo di culto di Napoli e costituisce un importante esempio di arte rinascimentale e barocca.

## Storia
Nel 1590 alcune canonichesse regolari lateranensi, persa la loro sede a causa di un terremoto nel 1561, si insediarono nel Palazzo Montalto sito presso il monastero di San Gaudioso; la preesistente dimora fu trasformata in un nuovo convento intitolato a Maria Regina Coeli.
Secondo alcuni la realizzazione delle strutture fu affidata a Giovanni Vincenzo Della Monica, secondo altri a Giovanni Francesco di Palma. La costruzione della chiesa fu conclusa nel 1594 sotto la supervisione di Luciano Quaranta.
Con certezza si sa che la fontana-pozzo al centro del chiostro risale al XVI secolo: è stata realizzata in marmo circondata da quattro obelischi piramidali e da sfere di marmo, disposti in maniera alternata. Gli edifici hanno subito poi nel corso del tempo vari tipi di restauri.
Tra il 1634 e il 1659 l'architetto Pietro De Marino progettò ed eseguì il soffitto ligneo, ricco di intarsi e dorature; nel 1682 Francesco Antonio Picchiatti lavorò al grande chiostro, oltre a vari altri interventi.
Di fronte alla chiesa fu acquistato un fabbricato nel 1720: tra questo ed il complesso monastico vi era un cavalcavia, su quale fu costruito un campanile merlato a pianta ottagonale, ancora oggi visibile su via Pisanelli.
Nel 1778 l'architetto Ignazio Di Nardo progettò e fece eseguire il rivestimento in stucchi e marmi dei piperni della chiesa; nel 1781 la decorazione marmorea della controfacciata fu disegnata dall'ingegnere Antonio Macrì.
Nel 1808 le lateranensi furono trasferite presso il monastero di Gesù e Maria e furono sostituite dalle Suore della Carità di Santa Giovanna Antida Thouret che arrivarono il 18 novembre 1810. Le suore della carità ancora oggi gestiscono il complesso.

## Descrizione
L'entrata è preceduta da una doppia rampa di scale con pronao sorretto da pilastri e arcate, ed è stato affrescato dal pittore fiammingo Loise Croys, allievo di Paul Bril al quale erano inizialmente attribuite le pitture, nel 1594; la facciata è ancora cinquecentesca. A destra del sagrato, sopra via Pisanelli, si erge il campanile ottagonale.
L'interno colpisce per il ricco rivestimento di marmi policromi ed è composto da una sola navata con cinque cappelle sul lato sinistro e quattro sul lato destro. La volta della navata è caratterizzata da un pregevole soffitto a cassettoni, realizzato su disegno di Pietro De Marino nel XVII secolo ed ornato da tre tele di Massimo Stanzione. Tra i finestroni della navata sono collocate 14 tele di Santi di Luca Giordano (che firma e data 1664 un San Zaccaria, un San Gregorio II, un San Gelasio II), Giacomo Farelli, Micco Spadaro, Pietro del Pò e Giuseppe Fattorusso (allievo del Beinaschi), mentre sugli archi delle cappelle il giordanesco Domenico di Marino affrescò figure di Santi e Profeti. Di rilievo anche la grande tela di Antonio Dominici, raffigurante La Resurrezione di Lazzaro, che si ammira sulla controfacciata. Partendo da sinistra, la prima cappella custodisce un dipinto su I Quaranta Martiri, attribuito a Giulio dell'Oca, mentre il San Michele e L'Angelo Custode sono tele di Domenico Montesoro. La seconda cappella è dominata dalla presenza di Luca Giordano, infatti di sua mano sono: la tela centrale con il Sant'Agostino che converte l'eretico e le due laterali con il Sant'Agostino nel deserto e il San Patrizio canonico lateranense; mentre l'affresco sulla volta, raffigurante Santa Monica in gloria, e le due tele laterali superiori con San Luigi Gonzaga e San Giovanni Battista sono di un ignoto seguace. Ancora del Giordano sono i due dipinti laterali (datati 1680 e raffiguranti il Cristo che cade sotto la croce e il Cristo posto in croce) nella quarta cappella, dove si conservano anche un crocifisso ligneo del XVI secolo sull'altare e affreschi di Michele Ragolia sulla volta. La terza cappella presenta affreschi di Orazio Frezza sulla volta, pur essendo stata completamente rifatta nel 1934, quando fu dedicata a Santa Giovanna Antida Thouret (nel paliotto dell'altare di questa cappella è incassata l'urna reliquiaria con le spoglie della santa in questione). La quinta custodisce sull'altare una statua settecentesca di San Vincenzo de' Paoli e due tele coeve di Orazio Frezza, autore anche degli affreschi sulla volta. Spostandosi sul lato destro, la prima cappella presenta al centro una Madonna e Santi di Michele Ragolia e ai lati un San Nicola e un Sant'Antonio di Lorenzo Vaccaro, al quale sono attribuiti anche gli affreschi sulla volta; mentre nella cappella seguente sono da segnalare un San Francesco in estasi, attribuito a Paul Bril, e le due tele laterali di Girolamo Cenatiempo. La terza cappella è dedicata alla Madonna del Rosario (raffigurata nel polittico centrale di ignoto artista), mentre la quarta contiene due tele firmate da Domenico Viola. Sulla quinta campata del lato destro alloggia la grande cantoria (progettata da Gaetano Genovese), sulla quale è collocato l'organo seicentesco (ornato da due Virtù di Antonio Dominici). Pietro del Pò affrescò i peducci della cupola, la quale è decorata da stucchi seicenteschi. Di grande impatto è l'area presbiteriale. L'altare maggiore in marmi commessi, tra i più belli della città, fu eseguito dai marmorari Giovanni Mozzetti e Francesco Valentino tra il 1652 e il 1655. Alle sue spalle vi è una cona che racchiude un polittico settecentesco di Ferdinando Castiglia. Pietro Bardellino realizzò nel 1786 le due grandi tele laterali (ritraenti Ester e Assuero e San Filippo battezza l'Eunuco), sotto le quali vi sono due rilievi marmorei di Antonio Belliazzi.
Nella sacrestia è conservata una Pietà di Filippo Vitale. In un altro ambiente vi è il San Gennaro che intercede Cristo per la città di Napoli di Paolo De Matteis (tela documentata presso la cappella del Monte dei Poveri Vergognosi a via Toledo). Infine, tra i vari locali del monastero è degno di menzione soprattutto il peculiare refettorio (affrescato da Michele Ragolia), all'interno del quale è di spicco un grande polittico della seconda metà del XVI secolo con I Miracoli della Madonna di Loreto.

## Il chiostro
Il chiostro, la cui entrata è in vico San Gaudioso, custodisce i busti di San Vincenzo de' Paoli e di Santa Giovanna Antida Thouret.
Importanti lavori di ristrutturazione furono eseguiti nel 1599. Nella seconda metà del XVII secolo vennero completati su disegno dell'architetto Picchiatti i due corpi di fabbrica destinati alle celle delle religiose lungo i due lati del chiostro, all'interno del quale vi era un balcone in legno con pergolato dove di aprivano cucine e i forni.
Inoltre, sul cornicione dell'ultimo corpo furono collocati canali di creta per far confluire l'acqua piovana in recipienti seminascosti dalla vegetazione.

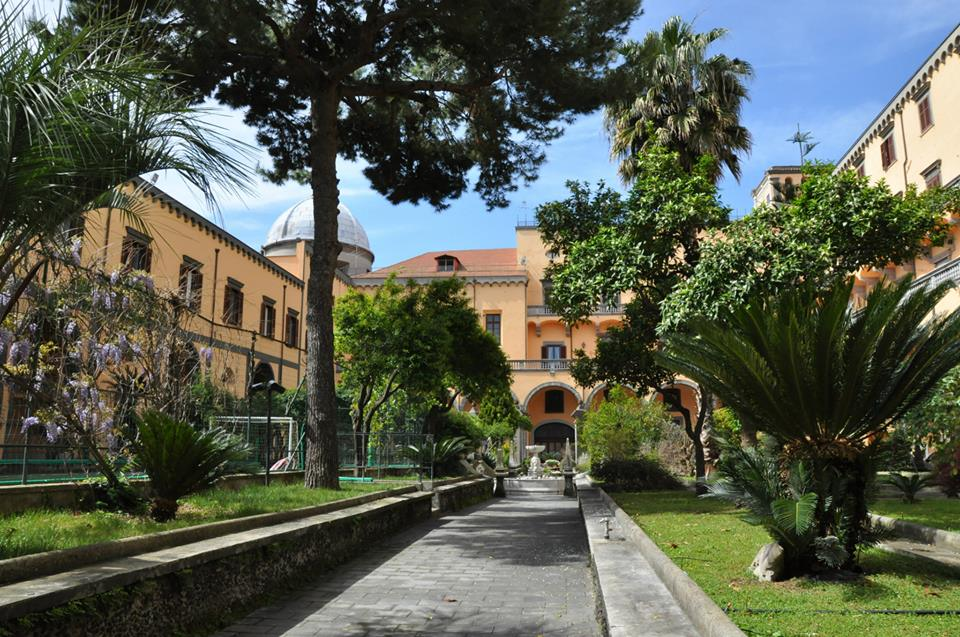
Il chiostro
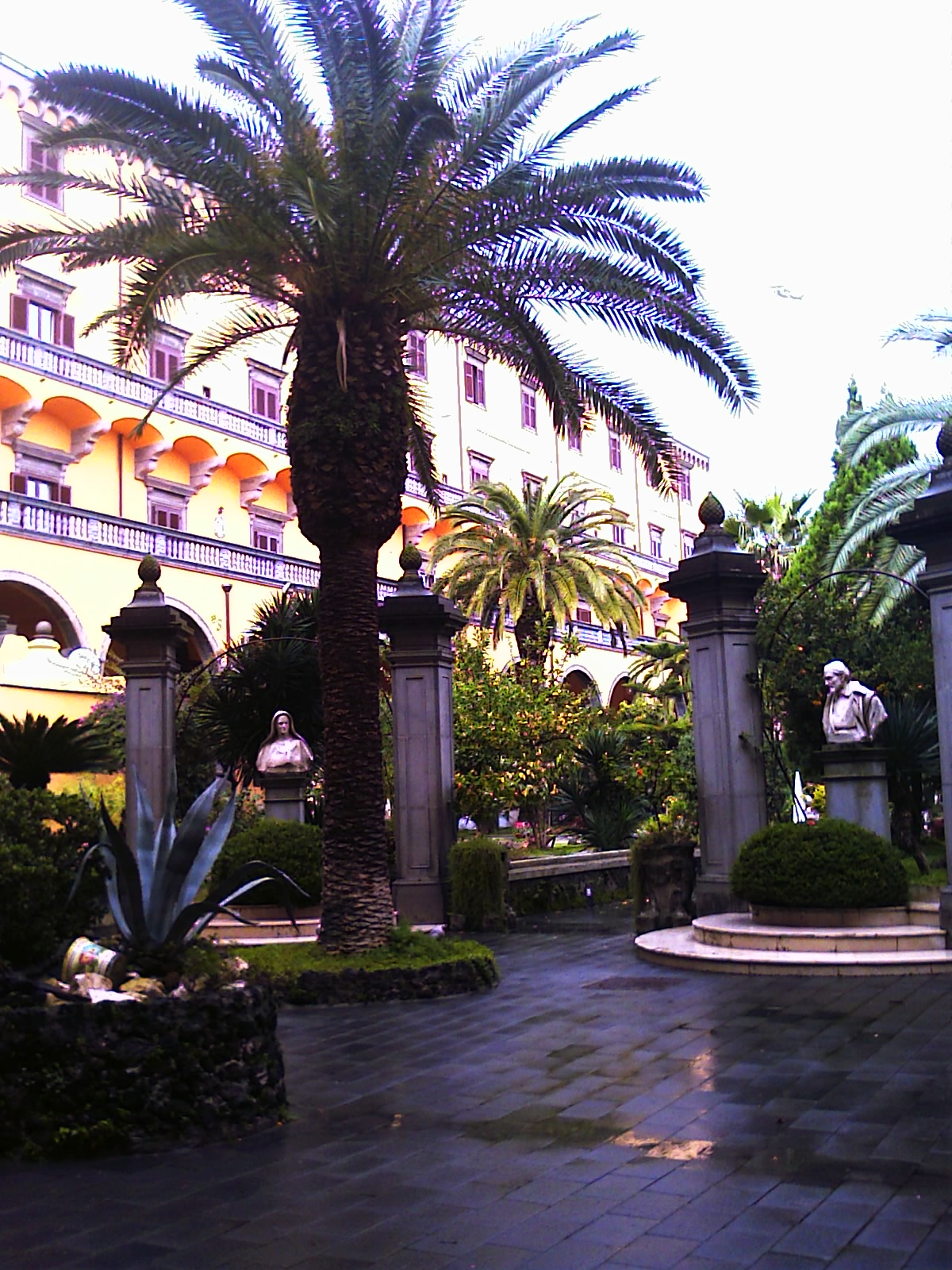
Il chiostro: parte cinquecentesca e busti di San Vincenzo de' Paoli e di Santa Giovanna Antida
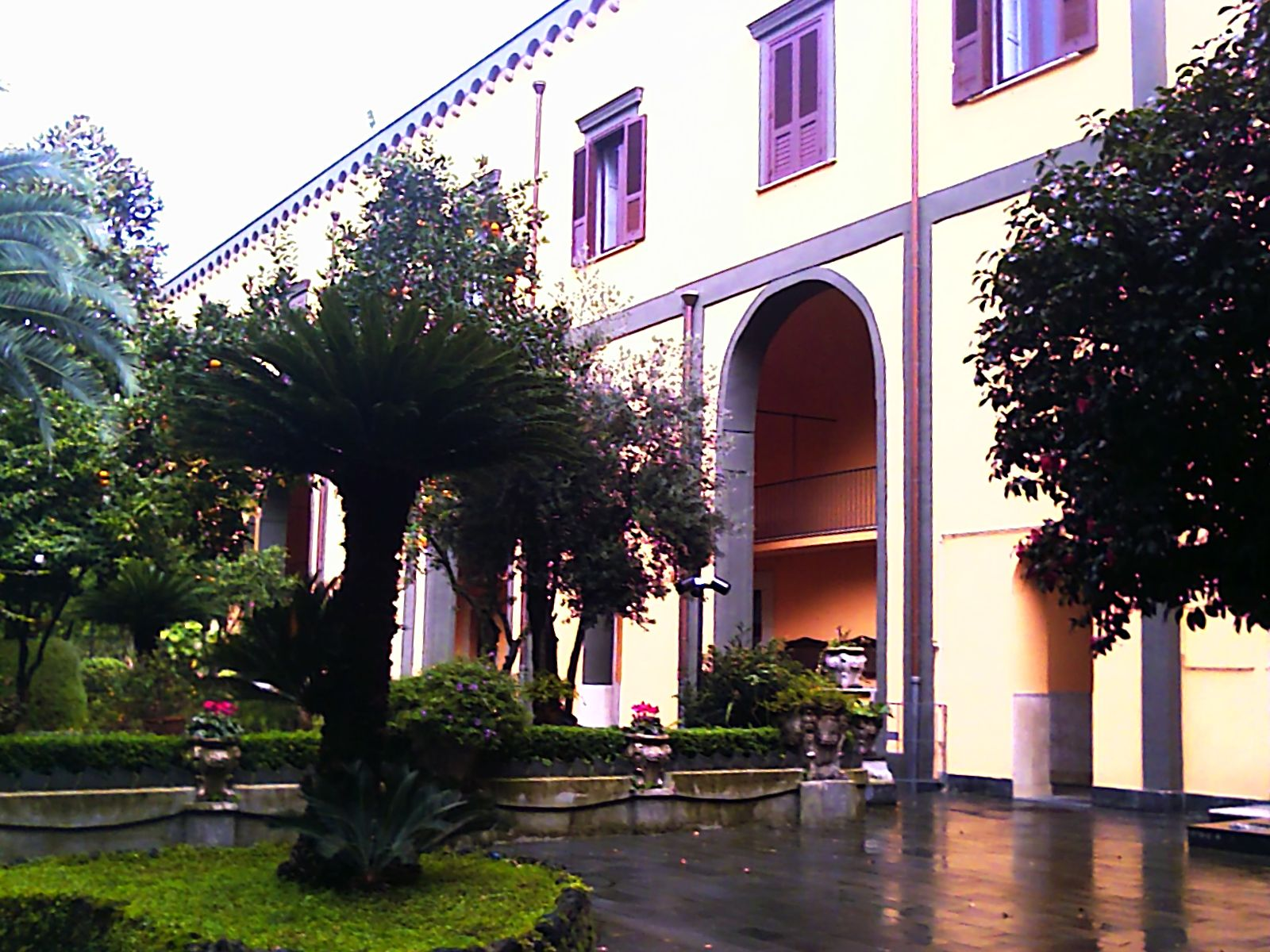
Completamento seicentesco
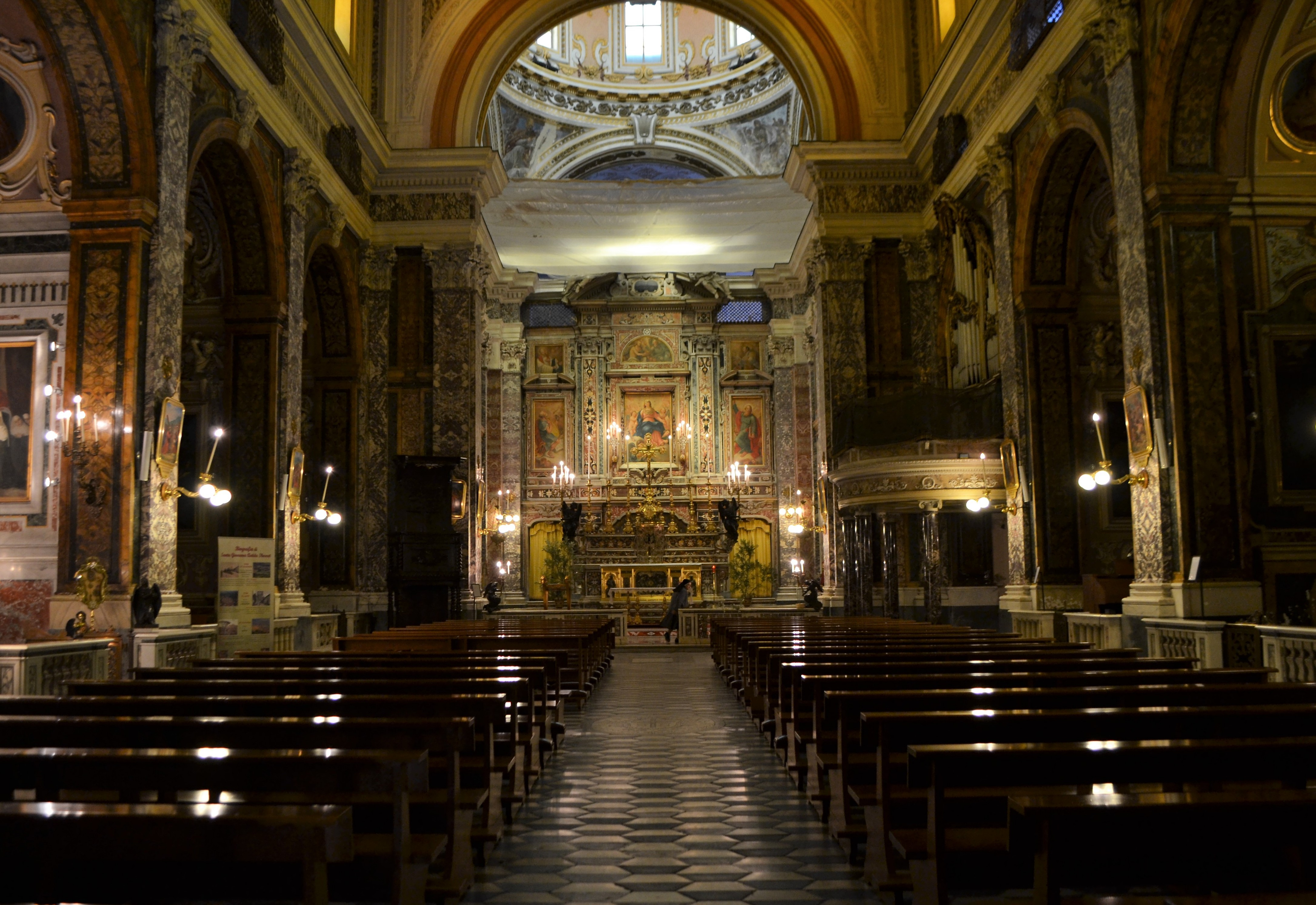
La navata
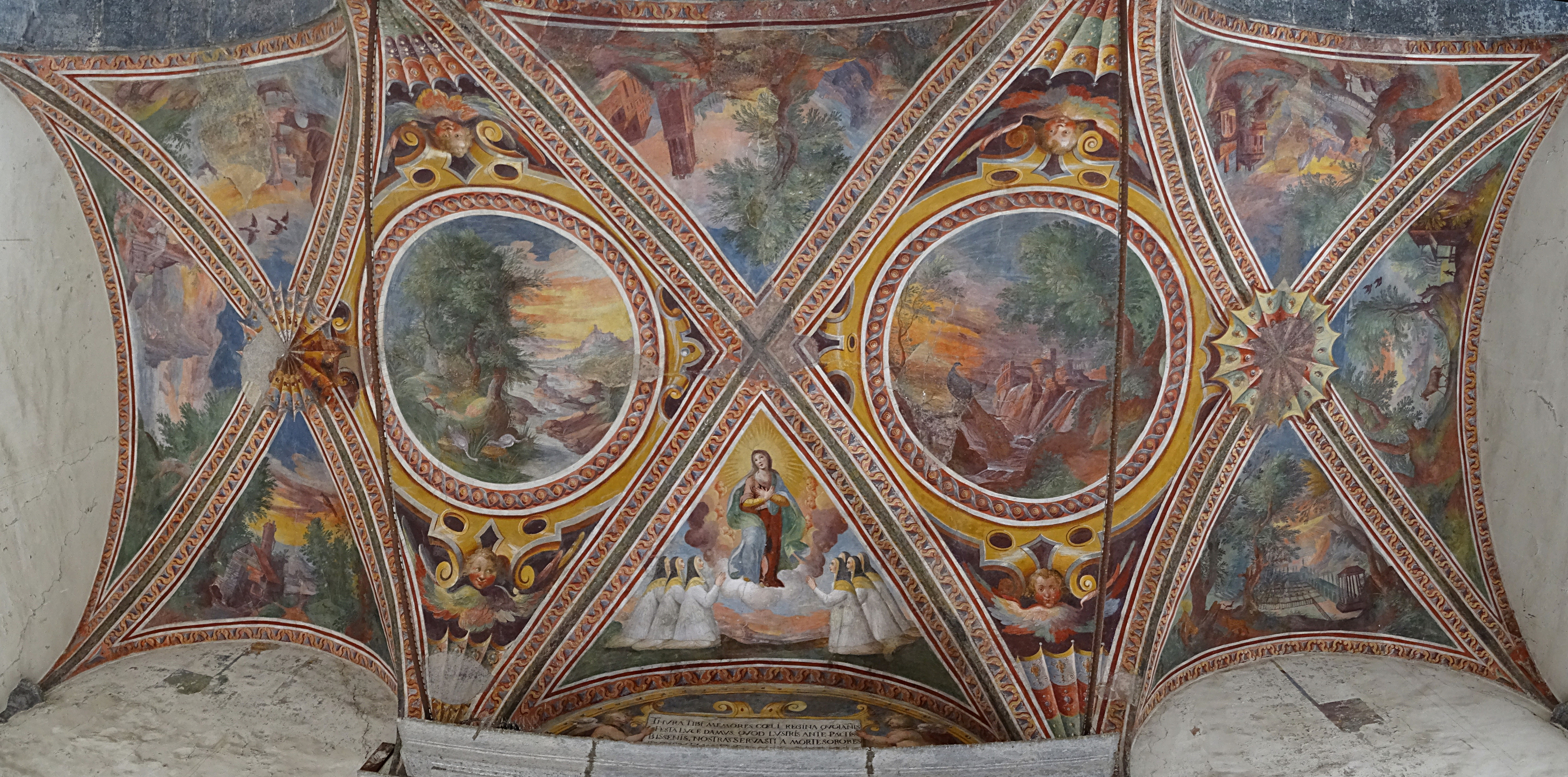
Soffitti affrescati sul pronao della chiesa
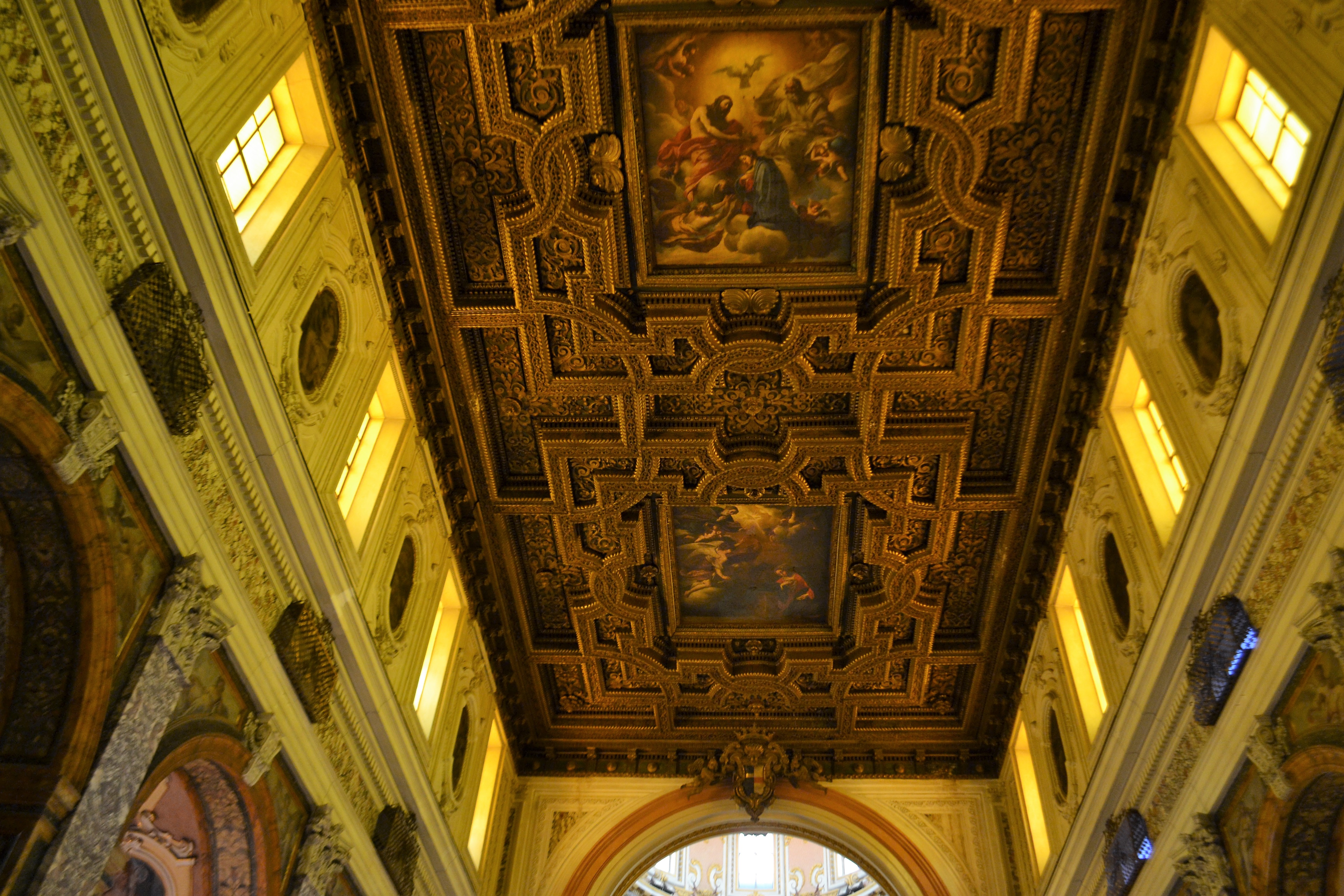
La volta della chiesa
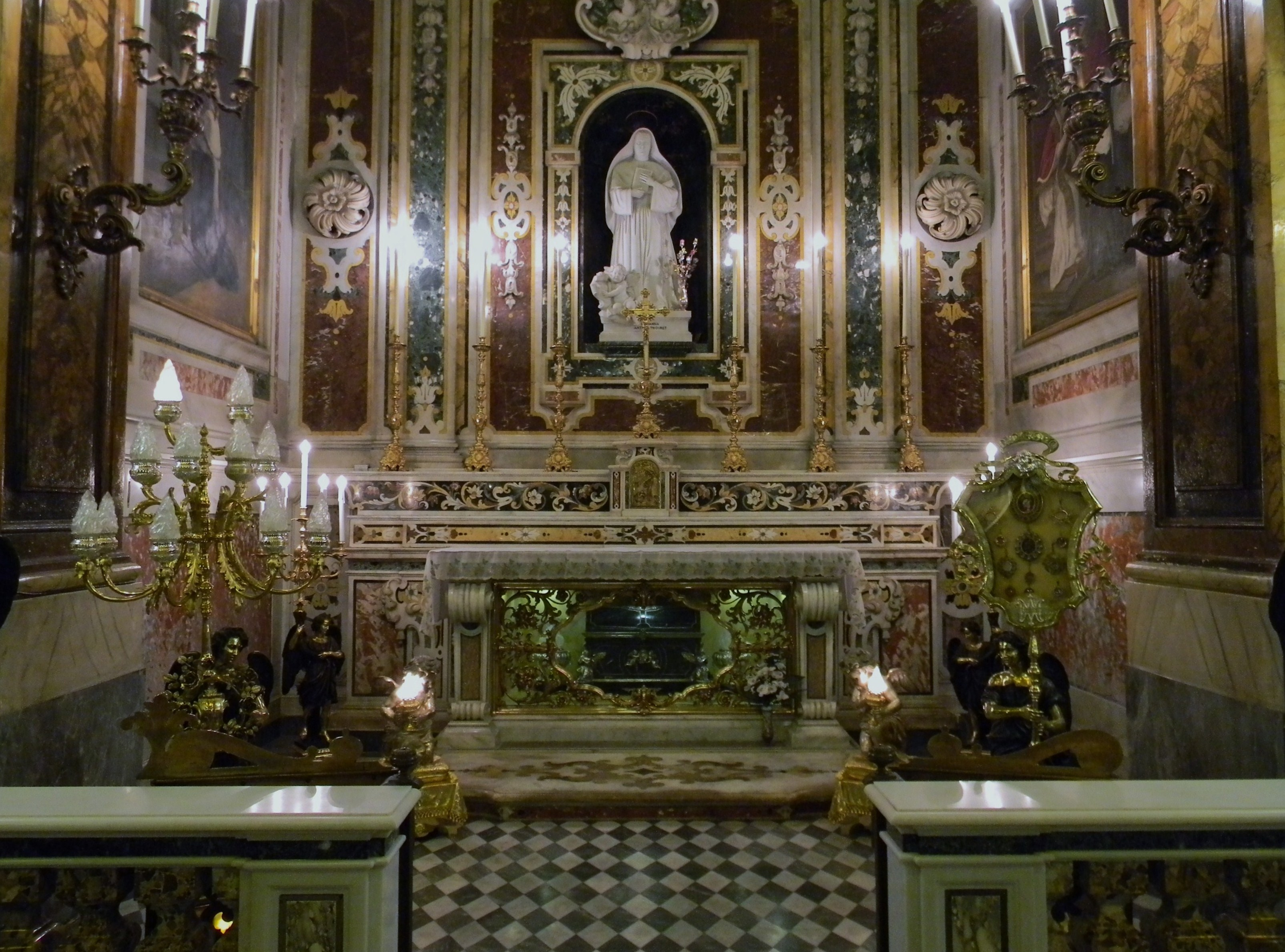
La prima badessa